# براد دريك
براد دريك (بالإنجليزية: Brad Drake)‏ هو سياسي أمريكي، ولد في 7 فبراير 1975 في فورت والتون بيتش في الولايات المتحدة. حزبياً، نشط في الحزب الجمهوري. وقد انتخب عضو مجلس نواب فلوريدا.